# Registrant
Een registrant is een assistent van een organist die de registers van een pijporgel bedient. Een registrant helpt de organist ook bij het omslaan van bladmuziek. Zonder registrant is het vaak moeilijk of zelfs onmogelijk om orgelmuziek vloeiend te spelen, omdat het spel van een of beide handen te lang onderbroken wordt. Maar het kan soms bij kleine orgels ook zonder registrant.
Omdat bij veel orgels de registerknoppen zich aan beide kanten van de speeltafel bevinden, worden er soms twee registranten ingezet. Anders moet de registrant van de ene naar de andere kant van de speeltafel lopen, wat te veel tijd kan kosten bij snelle of grootschalige registerwisselingen.
Collega-organisten of leerlingen worden vaak ingezet als registrant. In enkele gevallen heeft een orgel een vaste registrant, zoals het beroemde Müllerorgel in Haarlem.
Een andere helper van een organist is de orgeltrapper of kalkant. Bij de meeste orgels is zijn taak tegenwoordig vervangen door een elektrische motor.
Sommige pijporgels hebben zogenaamde setzer- en/of sequencersystemen, waarmee registraties en registratieveranderingen ingeprogrammeerd kunnen worden. Nieuwere orgels gebruiken daartoe elektronische hulpmiddelen. Dergelijke systemen maken het voor een organist eenvoudiger om zonder registranten te spelen: een enkele druk op de knop is voldoende om een vooraf ingestelde registratie te activeren.